# Rhacholaemus hradskyi
Rhacholaemus hradskyi là một loài ruồi trong họ Asilidae. Rhacholaemus hradskyi được Londt miêu tả năm 1999. Loài này phân bố ở vùng nhiệt đới châu Phi.